# Lawrence Wahba
Lawrence Wahba (São Paulo, 31 de Dezembro de 1968) é um cineasta, documentarista, apresentador, cinegrafista subaquático, escritor e mergulhador brasileiro. É bacharel em cinema pela FAAP e também um dos pioneiros na captura de imanges subaquáticas, tendo sido o primeiro brasileiro a filmar um Grande Tubarão Branco. além de ter registrado mais de sessenta outras espécies de tubarão em cinco continentes. Sua experiência com imagens subaquáticas pelo mundo levou Wahba a expandir sua atuação para fora da água e assim o cineasta passou a registrar imagens da vida selvagem em todo e qualquer bioma, se tornando um dos cinegrafistas de natureza e vida selvagem mais reconhecidos do país.
Com vinte e oito anos de carreira, Lawrence Wahba já produziu mais de 17 documentários, 80 episódios para séries documentais e mais de 600 matérias de TV. Todo esse material já foi exibido em mais de 160 países  transmitidos por emissoras como Rede Globo, Record, Nat Geo, Discovery Channel, BBC, Smithsonian, entre outras. Em 2017 seu primeiro longa metragem Todas as Manhãs do Mundo estreou nos cinemas.
O reconhecimento internacional de seu trabalho trouxe prêmios importantes como o Emmy de Notícias e Documentários de Cinematografia pela Direção de Fotografia em América Indomável (2013) , a Palma de Bronze no Festival de Antibes (França) pelo trabalho em A Ilha dos Golfinhos (2003) e o Grande Prêmio Documentário Vida Animal no Amazonas Film Festival pelo documentário Shark Rebellion (2006) . O cineasta também recebeu indicações aos prêmios APCA e ABC.
Lawrene Wahba é o brasileiro que produziu mais documentários para a National Geographic e nesse canal é apresentador de dois programas; Reino Animal: Diários de Lawrence Wahba e Todas as Manhãs do Mundo.

## Biografia
Lawrence Wahba nasceu em São Paulo, filho de Liliana Liviano Wahba e Elliott (Elie) Wahba, que gostavam da natureza, os quais tinham o costume de alugar uma casa sem luz elétrica em Búzios para passar as férias. Foi lá onde ele fez seus primeiros mergulhos e passou a apreciar a natureza. Sua mãe é psicóloga e professora da PUC-SP e seu pai, que emigrou do Egito e chegou a São Paulo em 1958, é vice-presidente sênior da Fox Film do Brasil. Tem um irmão mais novo chamado Nicholas Wahba, fundador da Ser em Cena.
Desde muito pequeno decidiu seguir os passos de seu ídolo Jacques Cousteau. Com a chegada da decisão de escolher sua carreira, Wahba já era mergulhador e decidiu cursar a graduação de cinema na FAAP.
Lawrence trancou um ano de sua graduação para fazer sua primeira viagem documental indo de carro de Los Angeles até São Paulo registrando imagens que seriam vendidas posteriormente para emissoras de TV. Como instrutor de mergulho Wahba teve acesso a câmeras subaquáticas para capturar imagens de seus alunos embaixo d'água, o que o levou a ser um dos primeiros brasileiros a importar uma câmera estanque Hi8 para o Brasil. Não demorou para logo estar vendendo imagens para grandes emissoras de TV como Rede Globo e Record. Em 1995 veio outra grande virada quando ele vendeu seu carro, pegou dinheiro emprestado e fez uma volta ao mundo que originou o livro 10 Anos em Busca dos Grandes Tubarões e a série de TV Em Busca dos Grandes Tubarões veiculada pelo canal GNT.
Foi casado com a apresentadora Daniela Barbieri e tem dois filhos, Lorenzo e Luca.
Wahba se dedica à sua carreira como cinegrafista da natureza, atuando em diversos trabalhos como cineasta, documentarista, apresentador, diretor de fotografia, cinegrafista de vida selvagem e cinegrafista submarino. Mas foi em sua série mensal de cinquenta e oito reportagens para o Domingão do Faustão chamada Domingão Aventura (2005-2011) quando o nome de Lawrence Wahba se tornou nacionalmente reconhecido, não só como grande documentarista, mas também como ambientalista engajado, o qual ensina o público a cuidar e preservar a natureza.
Esse envolvimento com as causas de preservação da natureza e ativismo ambiental aproximou Lawrence de ONGs. Em 2008 Wahba fez os vídeos da campanha de preservação dos oceanos da Greenpeace e também já foi embaixador da Sea Seapherd no Brasil.

## Filmografia

### Início de Carreira
Nos primeiros anos produzindo conteúdo para TV, seja como freelancer ou como de personagem para matérias jornalísticas, Lawrence Wahba gravou de 1991 a 2004 mais de 300 pautas em parceria com programas de TV como Fantástico; Globo Reporter; Caldeirão do Huck e Eliana & Alegria. Essa atuação também se dava diretamente com as redes de TV como GNT; SporTV; ESPN Brasil; AXN; Globo News; MTV Brasil; TV Cultura; Rede Bandeirantes; SBT; TV Manchete; Canal Futura; Paramount TV (EUA); Discovery Channel; TBS (Japão); Canal 13 (Argentina). Também foi consultor de vida selvagem em mais de 330 programas infantis.
| Ano         | Programa / Rede            | Quadro                                                     | Notas                                     |
| ----------- | -------------------------- | ---------------------------------------------------------- | ----------------------------------------- |
| 2004 - 2005 | Domingo Espetacular Record | Reportagens semanais apresentando imagens da vida selvagem | ao todo foram 52 reportagens consecutivas |
| 2005 - 2011 | Domingão do Faustão        | Domingão Aventura                                          | [ 3 ] [ 18 ]                              |

### Televisão
| Ano  | Título                                        | Produtora / Distribuidora                   | Função  | Notas                                                         |
| ---- | --------------------------------------------- | ------------------------------------------- | ------- | ------------------------------------------------------------- |
| 1993 | Segredos Submersos do Atlântico               | RecPlay / Rede Bandeirantes                 | Diretor | [ 3 ]                                                         |
| 1999 | Pantanal Mar de Ilhas                         | Canal Azul / NHNZ Explore Intnl             | Diretor | [ 3 ]                                                         |
| 1999 | Pantanal Terra d'Água                         | Canal Azul / NHNZ Explore Intnl             | Diretor | [ 3 ]                                                         |
| 2001 | Oásis di Atlântico                            | Canal Azul / NHNZ 20th Century Fox          | Diretor | [ 3 ]                                                         |
| 2001 | Atol Esquecido                                | Canal Azul / NHNZ 20th Century Fox          | Diretor | [ 3 ]                                                         |
| 2003 | Ilha dos Golfinhos                            | Canal Azul / NHNZ 20th Century Fox / NatGeo | Diretor | Vencedor da Palma de Bronze no Festival de Antibes            |
| 2004 | Projeto Tamar                                 | Canal Azul NatGeo                           | Diretor | [ 3 ]                                                         |
| 2006 | Shark Rebellion                               | Canal Azul Discovery Channel                | Diretor | Amazonas Film Festival Grande Prêmio Documentário Vida Animal |
| 2008 | De Volta a Bikini                             | Canal Azul / NHNZ NatGeo                    | Diretor | [ 3 ]                                                         |
| 2012 | Pantanal Uncut                                | Bossa Nova NatGeo Wild                      | Diretor | [ 3 ]                                                         |
| 2012 | Wet Pantanal                                  | Bossa Nova NatGeo Wild                      | Diretor | [ 3 ]                                                         |
| 2012 | Wild Pantanal                                 | Bossa Nova NatGeo Wild                      | Diretor | [ 3 ]                                                         |
| 2015 | Todas as Manhãs do Mundo - Columbia Britânica | Canal Azul NatGeo                           | Diretor | Indicado prêmios APCA e ABC                                   |
| 2015 | Todas as Manhãs do Mundo - Baja Califórnia    | Canal Azul NatGeo                           | Diretor | Indicado prêmios APCA e ABC                                   |
| 2015 | Todas as Manhãs do Mundo - Ártico             | Canal Azul NatGeo                           | Diretor | Indicado prêmios APCA e ABC                                   |
| 2015 | Todas as Manhãs do Mundo - Zâmbia             | Canal Azul NatGeo                           | Diretor | Indicado prêmios APCA e ABC                                   |
| 2015 | Todas as Manhãs do Mundo - Amazônia           | Canal Azul NatGeo                           | Diretor | Indicado prêmios APCA e ABC                                   |

### Séries de TV
| Ano         | Título                        | Produtora / Distribuidora       | Episódios / duração | Função                          | Notas |
| ----------- | ----------------------------- | ------------------------------- | ------------------- | ------------------------------- | ----- |
| 1995        | Em Busca dos Grandes Tubarões | Made to Create GNT              | 4 / 26'             | Diretor                         | [ 3 ] |
| 1996 - 1997 | Dive Adventures               | Canal Azul GNT                  | 13 / 50'            | Diretor                         | [ 3 ] |
| 1998        | Planeta Oceano                | Canal Azul GNT                  | 8 / 26'             | Diretor                         | [ 3 ] |
| 2002        | Biota                         | Canal Azul TV Cultura           | 4 / 26'             | Diretor                         | [ 3 ] |
| 2004        | Continente Gelado Amyr Klink  | Canal Azul NatGeo               | 4 / 26'             | Diretor                         | [ 3 ] |
| 2005        | H2O                           | Canal Azul TV Cultura           | 13 / 26'            | Diretor                         | [ 3 ] |
| 2007        | Chasing Che                   | Canal Azul NatGeo               | 10 / 25             | Produtor Executivo              | [ 3 ] |
| 2010        | Across the Amazon             | Canal Azul / Bossa Nova NatGeo  | 6 / 25'             | Produtor Executivo              | [ 3 ] |
| 2012        | Tabu Brasil                   | Bossa Nova NatGeo               | 3 / 45'             | Produtor Executivo              | [ 3 ] |
| 2012        | Reino Animal                  | Bossa Nova NatGeo / Globo Intnl | 10 / 22'30"         | Apresentador / Cinematografista | [ 3 ] |
| 2017        | Pelos Mares do Mundo          | Canal Azul NatGeo Wild          | 5 / 22'30"          | Apresentador / Cinematografista | [ 3 ] |

### Programas Infantis
| Ano  | Título / Quadro                         | Produtora / Distribuidora          | Episódios / duração | Função           | Notas                                |
| ---- | --------------------------------------- | ---------------------------------- | ------------------- | ---------------- | ------------------------------------ |
| 1999 | Eliana e Alegria: Histórias da Natureza | Canal Azul Rede Record             | 200 / 2'30"         | Cinematografista | [ 3 ]                                |
| 1999 | Capitão Sardinha (Zeca e Juca)          | Canal Azul Rede Globo              |                     | Imagens          | [ 3 ]                                |
| 2006 | TV Xuxa / Bicho Animal                  | Canal Azul Rede Globo              | 100 / 1             | Direção          | [ 3 ]                                |
| 2009 | Glub Glub                               | Canal Azul TV Rá-Tim-Bum           | 100 / 2'30"         | Direção          | reprisado como Histórias da Natureza |
| 2010 | Gui e Estopa na Natureza                | Mariana Caltabiano Cartoon Network | 13 / 4'             | Imagens          | [ 3 ]                                |
| 2011 | Caco e Dado                             | Bossa Nova TV Cultura              | 20 / 4              | Imagens          | [ 3 ]                                |

### Cinema
| Ano  | Título                   | Produtora / Distribuidora                | Função                     | Notas |
| ---- | ------------------------ | ---------------------------------------- | -------------------------- | ----- |
| 2017 | Todas as Manhãs do Mundo | 20th Century Fox Canal Azul Bonne Pioche | Diretor / Cinematografista | [ 3 ] |

## Literatura e outras mídias
Wahba também é escritor e colunista. Autor do livro 10 Anos em Busca dos Grandes Tubarões (2006) da editora Nobel  aonde desmitifica a aura de assassinos criada em torno dos tubarões, mostrando como são animais fantásticos através do detalhamento de quarenta espécies, seus hábitos e características. O livro também chama atenção de como os tubarões são importantes no ecossistema marinho e como a ação humana tem ameaçado a espécie. Em 2018 Lawrence Wahba também colaborou no livro Sobre Homens e Tubarões de Gabriel Ganme  redigindo seu prefácio.
Além dos livros, Lawrence também já atuou como colunista em diversos periódicos impressos como Náutica (revista), Scuba, Mergulho, Jornal da Tarde (São Paulo) e também em sites especializados em mergulho como a Divemag.

## Prêmios e indicações
| Ano  | Prêmio                           | Categoria                                      | Trabalho Nomeado                 | Resultado | Ref    |
| ---- | -------------------------------- | ---------------------------------------------- | -------------------------------- | --------- | ------ |
| 2003 | Festival de Antibes (França)     | Palma de Bronze                                | A Ilha dos Golfinhos             | Venceu    | [ 6 ]  |
| 2006 | Amazonas Film Festival           | Grande Prêmio Documentário Vida Animal         | Shark Rebellion                  | Venceu    | [ 8 ]  |
| 2013 | Emmy de Notícias e Documentários | Direção de Fotografia                          | América Indomável                | Venceu    | [ 5 ]  |
| 2015 | Troféu APCA                      | Melhor Programa (TV)                           | Todas as Manhãs do Mundo (série) | Indicado  | [ 21 ] |
| 2015 | Prêmio ABC de Cinematografia     | Melhor Direção de Fotografia para séries de TV | Todas as Manhãs do Mundo (série) | Indicado  | [ 22 ] |